# 요소시장
요소시장(要素市場)은 생산과정에 투입되는 노동, 자본, 토지 등의 생산요소가 거래되는 시장을 의미한다. 생산요소시장에서는 가계가 생산요소의 공급자, 기업이 수요자의 위치에 놓이게 되며, 가계의 공급은 효용극대화이론을 통하여 형성되고 기업의 수요는 이윤극대화원리에 의해 결정된다. 생산요소의 가격과 고용량이 결정되면 소득의 크기가 결정되기 때문에 생산요소 시장 분석을 통해 소득분배에 대해서도 알 수 있게 된다.

## 같이 보기
- 생산요소